# Conférence épiscopale de Colombie

Conférence épiscopale de Colombie

La Conférence épiscopale de Colombie (en espagnol : Conferencia Episcopal de Colombia, abrégé CEC) est une conférence épiscopale de l’Église catholique qui réunit les ordinaires de la Colombie. Elle est actuellement présidée par Luis Augusto Castro Quiroga (es), archevêque de Tunja.
Elle fait partie du Conseil épiscopal latino-américain (CELAM), avec une vingtaine d’autres conférences épiscopales.

## Historique
Elle commence ses travaux en 1908, présidée par l'archévêque de Bogota, Bernardo Herrera Restrepo (es).

## Présidents
- 1908 - 1928 Bernardo Herrera Restrepo (es)
- 1928 - 1950 Ismael Perdomo (es)
- 1950 - 1959 Crisanto Luque Sánchez
- 1959 - 1964 Luis Concha Córdoba
- 1964 - 1972 Aníbal Muñoz Duque
- 1972 - 1978 José de Jesús Pimiento Rodriguez
- 1978 - 1984 Mario Revollo Bravo
- 1984 - 1987 Héctor Rueda Hernández (es)
- 1987 - 1990 Alfonso López Trujillo
- 1990 - 1996 Pedro Rubiano Sáenz
- 1996 - 2002 Alberto Giraldo Jaramillo (es)
- 2002 - 2005 Pedro Rubiano Sáenz
- 2005 - 2008 Luis Augusto Castro Quiroga (es)
- 2008 - 2014[2]: Rubén Salazar Gómez
- Depuis 2014[2] : Luis Augusto Castro Quiroga (es)

## Sanctuaires
La conférence épiscopale a désigné trois sanctuaires nationaux :
- le sanctuaire Notre-Dame-du-Mont-Carmel de Bogota[4] ;
- la basilique Notre-Dame-du-Rosaire de Chiquinquirá[5] ;
- le sanctuaire Notre-Dame-de-Las-Lajas d’Ipiales[6], désigné en 1927[7].